# Lándzsáshal
A lándzsáshal (Tetrapturus pfluegeri) a sugarasúszójú halak (Actinopterygii) osztályának sügéralakúak (Perciformes) rendjébe, ezen belül a vitorláskardoshal-félék (Istiophoridae) családjába tartozó faj.

## Előfordulása
A lándzsáshal előfordulási területe az Atlanti-óceán. Az állománysűrűsége nagyobb nyugaton, mint keleten.

## Megjelenése
A hal átlagos hossza 165 centiméter, de 254 centiméteresre is megnőhet. A legnehezebb kifogott példány 58 kilogrammot nyomott. A hátúszóján 50-57, a farok alatti úszóján 18-21 sugár van. 24 csigolyája van. A háti része kékesfekete, az oldalai ezüstös-fehérek barna mintázattal és a hasi része csak ezüstös-fehér színű. A hátúszók sötétkékek, a mellúszók feketés-barnák, néha szürkésfehér árnyalattal. A farok alatti úszói kékesfeketék.

## Életmódja
A nyílt vizek lakója. A vízfelszíntől 200 méter mélyig lelhető fel, de általában 100 méter mélyen tartózkodik. Azokat a helyeket kedveli, ahol a vízhőmérséklet 26 Celsius-fokos. Táplálékát a halak és kalmárok képezik.

## Szaporodása
Feltételezhetően nőstény évente egyszer ívik. Mivel az északi és déli félgömbön levő állatok nagyjából egyszerre válnak ivaréretté, arra utal, hogy az állományok nem élnek elszigetelve egymástól.

## Felhasználása
A lándzsáshal rajta van a vándorló tengeri halakat védelmező, úgynevezett Annex I of the 1982 Convention on the Law of the Sea határozat listáján; azonban ennek ellenére van kereskedelmi halászata. A sporthorgászok is kedvelik. Általában fagyasztva árusítják.